# 아바노테르메
아바노테르메(Abano Terme, IPA: /'abano 'tɛrme/, 1924년까지 아바노바그니(Abano Bagni)로 알려짐)는 이탈리아 베네토주 파도바도의 코무네이다.

## 자매 도시
- 일본 시부카와
- 독일 바트퓌싱
- 크로아티아 리픽
- 그리스 Kamena Vourla